# Otto Armster
Otto Armster (né le 11 juillet 1891 à Preetz, mort le 21 septembre 1957) est un officier du service de renseignement allemand, résistant en tant que membre du complot du 20 juillet 1944.

## Biographie
Otto Armster est ami avec l'amiral Wilhelm Canaris, responsable de l'Abwehr, et entre dans son cercle de résistance dès 1939. Avec le titre de colonel, il devient le directeur de l'Abwehr à Vienne en avril 1944, travaille avec Georg Alexander Hansen, Hans Oster et Ludwig Gehre.
Dans le cadre de ses activités de résistance, il a de nombreux contacts avec Hermann Kaiser (de), le général Friedrich Olbricht et d'autres membres du complot, il sert d'agent de liaison de la région de Salzbourg.
Le 23 juillet, Armster est arrêté à Vienne et amené à Berlin. Il est incarcéré en isolement dans la prison de Lehrter Straße jusqu'à sa libération le 25 avril 1945. Le 15 mai, il est arrêté par le NKVD et retenu prisonnier en URSS jusqu'en 1955.